# اسیپ ۳۵۹۳
سیارک ۳۵۹۳ (به انگلیسی: 3593 Osip، نامگذاری:1981EB20) سه هزار و پانصد و نود و سومین سیارک کشف شده‌است که در ۲ مارس ۱۹۸۱ کشف شد.
قدر مطلق سیارک برابر ۱۴٫۶۰ است.